# Expressives Verhalten
In der Psychologie wird zwischen expressivem (nichtinstrumentalem) und bewältigendem (instrumentalem, adaptivem, funktionalem, zweckgerichtetem) Verhalten unterschieden. Vertreter dessen sind u. a. Abraham Maslow, Gordon Allport, Rudolf Arnheim und W. Wolff.
Diese Differenzierung zwischen Ausdruck und Bewältigung schließt jedoch ein, dass Verhalten meist aus beiden Komponenten besteht. Bewältigung ist ein erlerntes, bewusstes und zweckgebunden-motiviertes Verhalten (z. B. Arbeit, Bedürfnisbefriedigung), während Ausdruck (häufig künstlerische Aktivität, Selbstverwirklichung) unkontrolliert, nicht bewusst und spontan ist. Bewältigungsverhalten wird eher von äußeren Umwelteinflüssen determiniert, Ausdrucksverhalten mehr mit tieferliegenden Charakterstrukturen korrespondiert. Wenn wir uns z. B. unterhalten, ist das Sprechen die bewältigende-instrumentale, die Gestik, Mimik und Körperhaltung die expressiv-unbewusste Verhaltenskomponente.